# 氣旋厄尼
強烈熱帶氣旋厄尼（英語：Severe Tropical Cyclone Ernie）是有記錄以來增強速度最快的熱帶氣旋之一。厄尼是澳大利亞地區自2015年氣旋瑪西亞以來首個五級強烈熱帶氣旋，也是澳大利亞地區自2014年的氣旋伊塔以來最強的熱帶氣旋。 厄尼于2017年4月6日在印度洋東北部的印度尼西亞以南從熱帶低氣壓發展為氣旋，並以極快的速度增強為五級強烈熱帶氣旋。 幾天后，也就是4月10日，該系統在其原始位置的西南經過一段快速減弱（儘管沒有增強速度那麼快）後，降級到氣旋強度以下。厄尼對任何陸地區域都沒有已知的影響。

## 氣象歷史
2017年4月5日，澳洲氣象局開始監測位於聖誕島以東約710公里（440英里）的印度洋東北部正在形成的熱帶低氣壓。. 過去幾天，該系統一直在跟踪大體向西的低壓區，但不足以保證發布熱帶氣旋警告。 熱帶擾动在4月5日全天向西南方向移動，然後在夜間向西南偏南方向移動。4月6日上午，系統西側形成持續烈風。儘管存在些氣旋強度的風速。 氣象局仍將風暴歸類為熱帶低氣壓，因為它們沒有延伸超過系統的一半。
風暴延續穩定增強趨勢，於4月6日协调世界时12:00升級為澳大利亞熱帶氣旋強度等級一級热带氣旋。風暴被命名為"厄尼"——是2016-2017年澳洲地區熱帶氣旋季的第七個熱帶氣旋和第六個被的命名風暴。 這场增強到一级狀態標誌著持續約24-30小時的爆發性增強期的開始，結束時厄尼在4月7日协调世界时約12:00升級為五级強烈熱帶氣旋。增強到五級強度後，氣旋持續10分鐘的風速為205公里/時（125英里/時），陣風達到285公里/時（180英里/時） {在有利的環境條件的幫助下，包括海面溫度為 29-30 °C (84-86 °F)，氣旋保持了五級強度超過12小時，同時仍在向西南偏南移動。此時，其最大一分鐘持續風速為260公里/時（160英里/時），這使得風暴相當於薩菲爾-辛普森颶風風力等級上的低端五級大型颶風。.

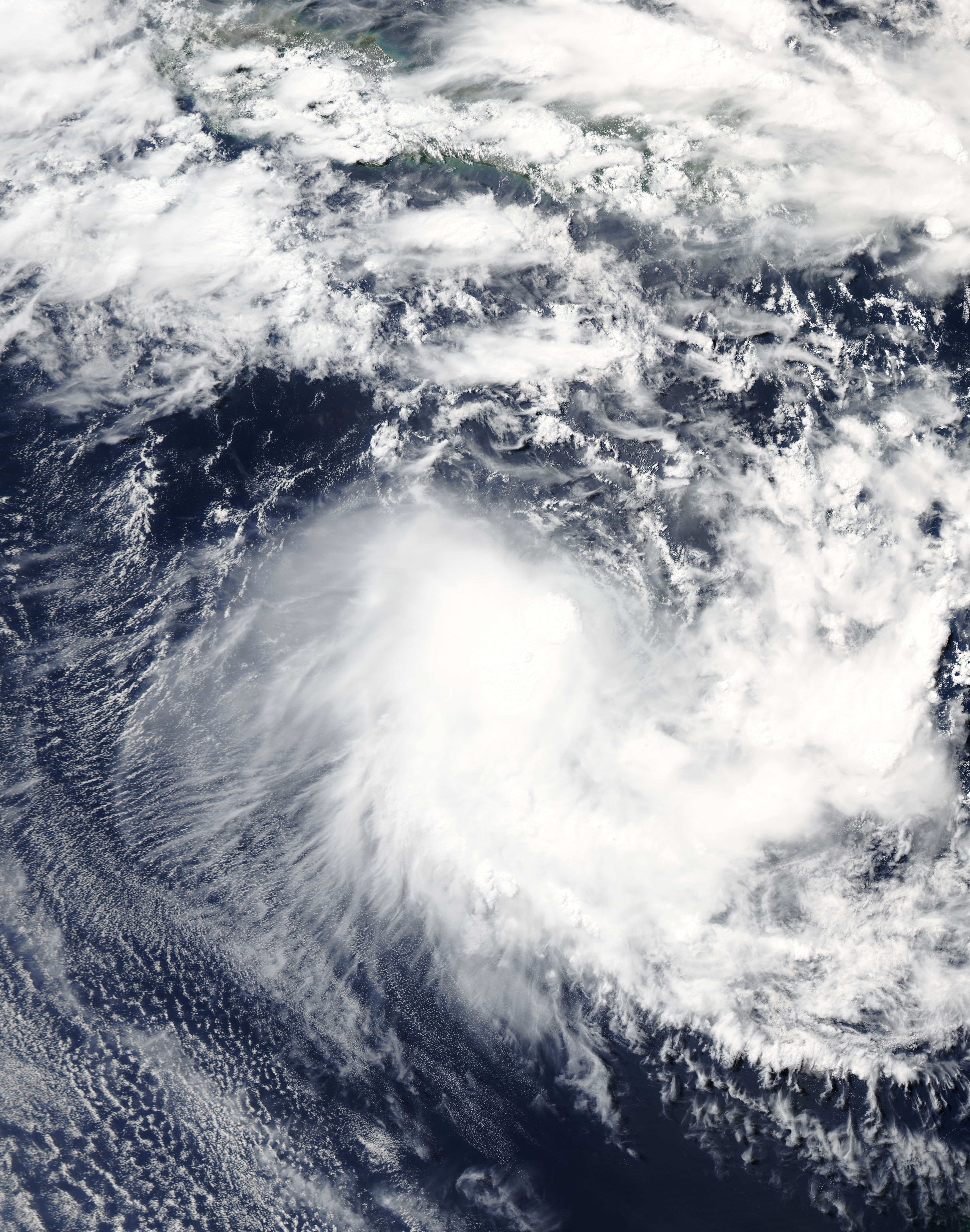
厄尼在4月6日前不九被命名

此後不久，系統轉向西南偏西，遇到增强的風切變、空氣乾燥、海面溫度降低的不利環境，這導致厄尼逐渐减弱。風暴在4月8日12:00协调世界时降級為三级强度，大約是在達到五級強度後一天。. 然而，當系統在幾個小時後，也就是當地時間4月9日早上重新加強時，厄尼的风力下降被暫停。然而，由於厄尼在同一天下午再次開始減弱，之後才重新獲得四级标准，因此重新加強的時期被證明是短暫的和微弱的。氣旋在4月9日协调世界时12:00之前降級為強熱帶氣旋狀態以下的二級強度，然後在次日协调世界时00:00進一步降級為一級強度。 厄尼在4月10日协调世界时06:00減弱到熱帶氣旋強度以下，結束了其短暫但重大的90小時氣旋存在。由於南部高壓脊導致陡峭的气压梯度，儘管已解密，但大風仍會在系統的南部象限內持續數小時。前熱帶氣旋厄尼繼續向西南偏西移動，隨後向更偏南的方向移動，直到四天后系統的殘餘部分消散。

## 快速增強
強烈熱帶氣旋厄尼是一個特別值得注意的氣旋，因為它的增強速度非常快速。 4月6日上午，當發展中的熱帶低氣壓西側出現強風時，預計風暴將保持相對較弱，到當地時間4月8日凌晨僅達到二級強度。在那之後，預計它會隨著向西南偏西移動而逐漸減弱。隨著時間的推移，系統在聖誕島東南720公里（445英里）處達到了二級強度，厄尼的最大預測強度提高到了三級热带气旋。
很快，即使是這種提高的強度預測也被無視，環境條件變得近乎完美，厄尼以極快的速度和高度的強度增強。風暴 4月7日协调世界时06:00增強為四級強烈熱帶氣旋，總體而言，強烈熱帶氣旋厄尼在短短24-30小時內從熱帶低氣壓增強到五級強烈熱帶氣旋。氣象局在颶風的惡劣天氣報告中將這段爆炸性增強時期稱為“非同尋常”

## 影響
在它的整個存在過程中，厄尼在增強時大體向南移動，然後在減弱時大體向西南偏西移動。. 這條軌道導致該系統遠離所有陸地區域，包括西澳大利亞西北部的井，聖誕島和科科斯（基林）群島的東部以及印度尼西亞的南部。因此，厄尼沒有對土地造成任何已知的財產損失、大雨或強風影響，也沒有從澳洲氣象局使用的名稱列表中退役。